# David Lyndsay
Sir David Lyndsay of the Mount (East Lothian, circa 1490 – circa 1555) è stato un poeta, giudice e ufficiale araldico scozzese.

## Biografia

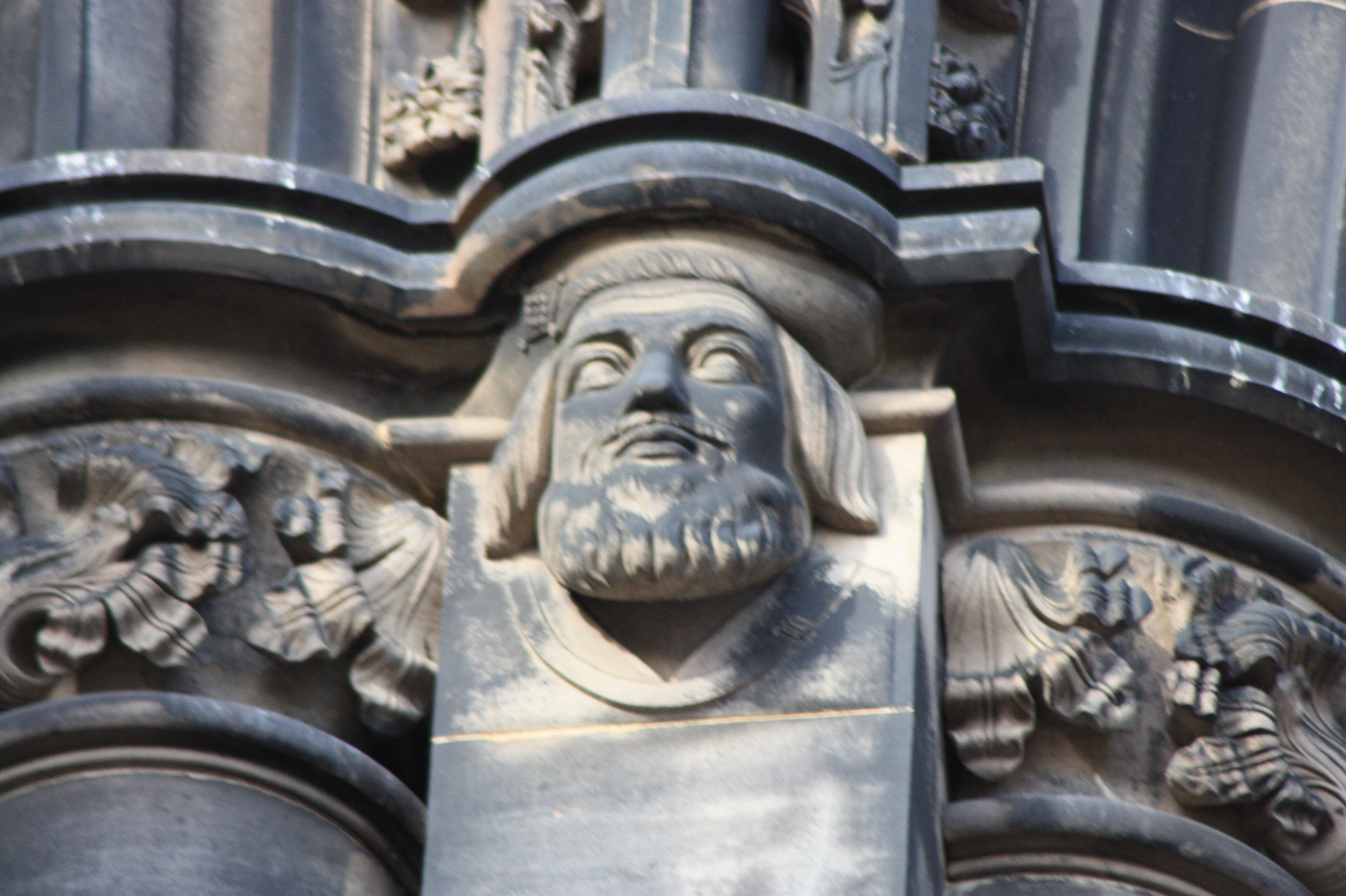
David Lindsay raffigurato sullo Scott Monument

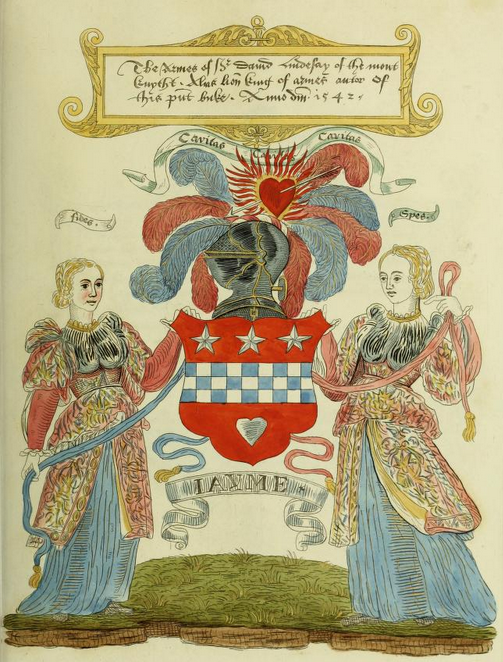
Stemma di David Lindsay, come illustrato nel Lindsay of the Mount Roll, 1542

Discendente da una famiglia aristocratica, Lyndsay fu nominato assistente e compagno del principe bambino, nato nel 1512, il futuro re Giacomo V di Scozia, figlio del re Giacomo IV di Scozia. In seguito ricordò al re in una delle sue poesie come si prendeva cura di lui, suonando il liuto, raccontando storie e intrattenendolo.
Nel 1522 Lyndsay sposò Janet Douglas, una sarta reale, ma due anni dopo perse la sua posizione a corte.
Tornò al servizio del re nel 1528. Influente diplomatico, Lyndsay rappresentò il re in importanti missioni presso le corti di Enrico VIII d'Inghilterra, Carlo V d'Asburgo, Francesco I di Francia e di altri monarchi europei.
La maggior parte dei suoi versi, fu scritta durante i suoi anni vissuti a corte.
Lyndsay fu un poeta del periodo pre-riforma che satireggiò la corruzione della chiesa cattolica e del governo contemporaneo.
I suoi scritti didattici in scozzese colloquiale si caratterizzarono da una miscela di moralismo e umorismo, arricchiti da una grande varietà e diversità, dal verso popolare alla satira politica alla riflessione spirituale.
Appartenne al gruppo dei cosiddetti chauceriani di Scozia, partecipando attivamente ai contrasti politici, opponendosi agli schieramenti politici e religiosi che difendevano i privilegi dei ricchi e dei potenti.
Di questi temi risultarono intrisi: The Dreme (Il sogno, circa 1558), nel quale l'autore diede consigli, in forma allegorica, al re Giacomo V; The Testament and Complaynt of Our Soverane Lordis Papyngo (Testamento e lamento del pappagallo del nostro Sovrano Signore, 1530), incentrato sulle critiche rivolte alla alte cariche ecclesiastiche e alla corte da parte di un pappagallo morente,maltrattato da una gazza (canonico regolare), da un corvo (benedettino) e un da aquilone (frate), che dopo aver abusato del povero pappagallo, lo divorano; The Complaynt and Publict Confessioun of the Kingis Auld Hound callit Bagsche (Pubblica confessione del vecchio levriero del re chiamato Bagsche, circa 1568), che denunciò i non buoni comportamenti dei cortigiani; Ane Dialog betwixt Experience and ane Courteor, Off the Miserabyll Estait of the World (Dialogo tra Esperienza ed un cortigiano, intorno al misero stato del mondo, 1554); in oltre seimila versi noti con il titolo di Monarche, in cui prendendo spunto dalle fonti e dalla narrazione biblica, consiglia e ammonisce il sovrano.
L'opera più celebre risultò la lunga 'moralità' satirica intitolata Ane (Pleasant) Satyre of the Thrie Estaits, in Commendation of Vertew and Vituperation of Vyce (Satira dei tre stati in lode della virtù e in condanna del vizio, 1540), basata sulla descrizioni dei mali della Scozia contemporanea, da quelli politici a quelli religiosi e sociali,dove non mancarono le critiche al papa e il clero viene descritto come sensuale, ignorante, avido e generalmente corrotto.

## Opere principali
- The Testament and Complaynt of Our Soverane Lordis Papyngo (Testamento e lamento del pappagallo del nostro Sovrano Signore, 1530);
- Ane (Pleasant) Satyre of the Thrie Estaits, in Commendation of Vertew and Vituperation of Vyce (Satira dei tre stati in lode della virtù e in condanna del vizio, 1540);
- Ane Dialog betwixt Experience and ane Courteor, Off the Miserabyll Estait of the World (Dialogo tra Esperienza ed un cortigiano, intorno al misero stato del mondo, 1554);
- The Dreme (Il sogno, circa 1558);
- The Complaynt and Publict Confessioun of the Kingis Auld Hound callit Bagsche (Pubblica confessione del vecchio levriero del re chiamato Bagsche, circa 1568);
- The Historie and Testament of Squyer Meldrum.